# Сянно
Сянно (пол. Sianno) — село в Польщі, у гміні Брохув Сохачевського повіту Мазовецького воєводства.
У 1975-1998 роках село належало до Варшавського воєводства.